# Фартушна, Пелагея Фёдоровна
Пелагея Фёдоровна Фартушна (19 декабря 1927, Днепропетровская область — 27 марта 2004, Марьяновка, Днепропетровская область) — советский передовик производства в сельском хозяйстве. Герой Социалистического Труда (1949).

## Биография
Родилась 19 декабря 1927 года на территории современной Днепропетровской области в крестьянской семье.
С 1947 года начала работать рабочей в совхозе «Криворожский» Министерства совхозов СССР Днепропетровской области Украинской ССР.
В конце 1947 года была назначена звеньевой совхоза «Криворожский». В 1948 году вместе со своим звеном получила урожай — 31 центнер зерна пшеницы с гектара на площади 20 гектаров.
16 апреля 1949 года Указом Президиума Верховного Совета СССР «за получение высоких урожаев пшеницы и люцерны в 1948 году при выполнении совхозом плана сдачи государству сельскохозяйственных продуктов в 1948 году и обеспеченности семенами всех культур в размере полной потребности для весеннего сева 1949 года» Пелагея Фёдоровна Фартушна была удостоена звания Героя Социалистического Труда с вручением Ордена Ленина и золотой медали «Серп и Молот».
Продолжала работать в совхозе «Криворожский». В 1956 году отделение совхоза «Криворожский» в селе Марьяновка было передано колхозу имени Горького. Продолжила работу в колхозе имени Горького до выхода на пенсию в 1983 году.
После выхода на пенсию жила в селе Марьяновка, Марьяновского сельского совета, Новомосковского района Днепропетровской области.
Умерла 27 марта 2004 года.

## Награды
- Медаль «Серп и Молот» (16.04.1949);
- Орден Ленина (16.04.1949).